# Ejler Allert
Ejler Arild Emil Allert, danski veslač, * 27. november 1881, † 25. marec 1959.
Allert je za Dansko nastopil na Poletnih olimpijskih igrah 1912. Veslal je v četvercu s krmarjem široke gradnje, ki je na teh igrah osvojil zlato medaljo.